# Młyniska (powiat myśliborski)
Młyniska (niem. do 1945 r. Mühlenfünftel) – wieś w Polsce położona w województwie zachodniopomorskim, w powiecie myśliborskim, w gminie Dębno. Według danych z 2012 r. miejscowość liczyła 121 mieszkańców.
W latach 1975–1998 miejscowość administracyjnie należała do województwa gorzowskiego.

## Toponimia
Niemiecka nazwa Mühlenfünftel pochodzi od Mühle „młyn” i Fünftel „piąta część”. Nawiązuje do niej również nazwa polska wprowadzona po 1945 r.

## Położenie
Wieś położona jest 6 km na płn.-wsch. od Kostrzyna nad Odrą.
Zgodnie z podziałem fizycznogeograficznym Polski Kondrackiego teren na którym położone są Młyniska należy do prowincji Niżu Środkowoeuropejskiego, podprowincji Pojezierza Południowobałtyckiego, makroregionu Pojezierze Południowopomorskie oraz w końcowej klasyfikacji do mezoregionu Równina Gorzowska.

## Ludność
| Rok  | Ludność |
| ---- | ------- |
| 2007 | 118     |
| 2008 | 120     |
| 2012 | 121     |

## Edukacja
Dzieci uczęszczają do szkoły podstawowej w Sarbinowie, natomiast młodzież do Gimnazjum Publicznego w Dębnie.

## Atrakcje turystyczne
- Przy drodze do Dąbroszyna, niedaleko przystanku autobusowego, znajdują się wysunięte na przedpole stanowiska (bunkry) twierdzy kostrzyńskiej.